# Associazione Calcio Perugia 1966-1967
Questa voce raccoglie le informazioni riguardanti l'Associazione Calcio Perugia nelle competizioni ufficiali della stagione 1966-1967.

## Stagione
L'annata, che si concluderà col ritorno del Perugia in Serie B dopo un'assenza di diciannove anni, si aprì nell'estate del 1966 con un corposo riassetto dirigenziale. In una grande assemblea societaria che si tenne nell'insolita cornice della Rocca Paolina, il ragionier Orlando Baldoni lasciò dopo un lustro la massima carica della compagine affidandola a Lino Spagnoli — per una presidenza che, a posteriori, segnerà uno spartiacque nella storia del club umbro, gettando i presupposti per la competitiva formazione poi ammirata nel decennio seguente.

Il tecnico Guido Mazzetti assieme al nuovo presidente Lino Spagnoli

Questi, già sportivo di fama mondiale nella motonautica nonché imprenditore nel campo della moda attraverso la maison di famiglia, venne chiamato alle testa del sodalizio biancorosso — o meglio, «granata», come curiosamente soleva aggettivarlo all'epoca la stampa — onde garantirgli stabilità e certezze sul futuro: «mi auguro che l'entusiasmo di questa sera possa manifestarsi nuovamente sugli spalti del Santa Giuliana. Confermiamo alla guida tecnica della squadra l'allenatore Guido Mazzetti» il quale volle accanto a sé, come suo vice, la bandiera Dante Fortini appena ritiratosi dall'agonimo al termine della stagione precedente, dopo avere stabilito il primato di presenze (360) tuttora in essere con la maglia perugina.
L'arrivo di Spagnoli contribuì a galvanizzare e riportare entusiasmo in una piazza ormai da qualche anno, sportivamente parlando, piuttosto avvilita, col neopresidente che non nascose ambizioni da salto di categoria. Al primo tentativo, la formazione biancorossa vinse il campionato sopravanzando di un punto la Maceratese, con cui mise in piedi un serrato duello che si protrasse per l'intera annata; decisivo si rivelò il successo 3-1 sui marchigiani maturato a Perugia il 5 marzo 1967, che permise agli umbri di superare i rivali in classifica e prendere la testa del girone B, poi mai più lasciata sino alla fine del torneo.
I grifoni si misero dietro anche i più immediati inseguitori, Cesena, Prato, Spezia e Anconitana, ottenendo la matematica certezza della promozione al penultimo turno, il 21 maggio: nell'occasione fu proprio un perugino doc, l'ala Eros Lolli, peraltro miglior marcatore stagionale della squadra con 9 centri, l'autore della rete che valse il successo casalingo contro la Sambenedettese e, soprattutto, l'approdo tra i cadetti dopo quasi due decenni d'attesa.

## Divise
Nella stagione 1966-1967 il Perugia sfoggiò come divisa casalinga una tradizionale maglia rossa con girocollo, senza personalizzazioni di sorta. Come da tradizione anche pantaloncini e calzettoni, che erano rispettivamente bianchi e rossi. L'uniforme da trasferta riprendeva lo stesso semplice stile, ma a colori invertiti. Degno di nota il classico stemma del club, dove il grifone in posizione rampante era inserito, nella parte sinistra del petto, all'interno di uno scudo insolitamente bianco.
| Casa | Trasferta |